# Cerdistus hermonensis
Cerdistus hermonensis är en tvåvingeart som beskrevs av Oskar Theodor 1980. Cerdistus hermonensis ingår i släktet Cerdistus och familjen rovflugor.
Artens utbredningsområde är Israel. Inga underarter finns listade i Catalogue of Life.